# 鄧迪 (愛荷華州)
鄧迪（英語：Dundee）是一個位於美國愛荷華州特拉華縣的城市。

## 地理
鄧迪的座標為42°32′44″N 91°32′50″W / 42.54556°N 91.54722°W，而該地的平均海拔高度為303米（即944英尺）。

## 人口
根據2010年美國人口普查的數據，鄧迪的面積為0.93平方千米，當中陸地面積為0.93平方千米，而水域面積為0.00平方千米。當地共有人口174人，而人口密度為每平方千米187人。